# Осада (фильм, 1998)
«Осада» (англ. The Siege) — фильм, драма режиссёра Эдварда Цвика. Сюжет фильма повествует о возможном развитии событий при массовых террористических актах с многочисленными жертвами на территории США.

## Сюжет
Действие фильма происходит в США во время президентского правления Билла Клинтона. Генерал Уильям Деверо по личной инициативе проводит операцию по захвату террориста Ахмеда Бен Талала. Сторонники Бен Талала в качестве ответной меры угрожают организацией серии террористических актов на территории США, требуя освободить пленника. После угроз террористы переходят к действиям и начинают один за другим взрывать гражданские объекты на территории Нью-Йорка. Счёт жертв идёт на сотни.
Специальные агенты ФБР Энтони Хаббард и Фрэнк Хаддад начинают расследование, пытаясь раскрыть террористическую сеть. С ними начинает сотрудничать агент ЦРУ Элиз Крафт — специалист по странам арабского мира. Через неё выходят на жителя Нью-Йорка арабского происхождения Самира Нажди, который может иметь отношение к взрывам. Он, однако, утверждает, что никак не связан со смертниками и Бен Талалом. Расследование осложняется тем обстоятельством, что Самир в прошлом был агентом ЦРУ, к тому же Элиз и Самир любовники.
Эскалация конфликта нарастает, ФБР и ЦРУ неспособны взять ситуацию под контроль. Президент США вынужден ввести военное положение в Бруклине. Войска генерала Деверо занимают район и начинают беспощадную операцию по зачистке. Все молодые люди арабского происхождения сгоняются на стадион, который превращён в концентрационный лагерь. Подозреваемого в связи с террористами молодого араба пытают и, в конце концов, расстреливают.
Население города активно протестует против попрания гражданских свобод. Мирная демонстрация направляется в Бруклин. В тот момент когда неизбежно столкновение гражданских и военных, агенты ФБР выходят на последнее звено в террористической цепи — Самира. Во время операции по его задержанию гибнет Элиз Крафт. Генерал Деверо арестован за превышение полномочий и пытки гражданских лиц.

## В ролях
- Дензел Вашингтон — специальный агент ФБР Энтони «Хаб» Хаббард
- Аннетт Бенинг — агент ЦРУ Элиз Крафт / Шэрон Бриджер
- Тони Шалуб — специальный агент ФБР Фрэнк Хаддад
- Брюс Уиллис — генерал армии США Уильям Деверо
- Сами Буажила — Самир Нажди
- Дэвид Прувэл - агент ФБР Дэнни Сассман
- Лэнс Реддик — агент ФБР Флойд Роуз
- Марк Вэлли — агент ФБР Майк Джонассен
- Ахмед Бен Ларби — шейх Ахмед бин Талал
- Гуолтни, Джек|Джек Гуолтни — Самир Нажди
- Аасиф Мандви — Халил Салех
- Амро Салама — Тарик Хуссейни
- Лианна Пай — агент ФБР Тина Осу

## Отзывы
- Роджер Эберт. Рецензия Архивная копия от 10 октября 2012 на Wayback Machine  (англ.)
- Алекс Экслер. Рецензия Архивная копия от 5 сентября 2011 на Wayback Machine

## Награды
- Кинопремия «Золотая малина» — «Худший актёр» (Брюс Уиллис).